# Fábio da Silva Prado
Fábio da Silva Prado (São Paulo, 25 de junio de 1887 — São Paulo, 3 de marzo de 1963) fue un ingeniero y político brasileño. Fue alcalde de São Paulo entre el 7 de septiembre de 1934 y el 31 de enero de 1938.
Nació en São Paulo, hijo de Martinho da Silva Prado Júnior y Albertina Pinto Prado. Fue educado con profesores particulares y viajó a estudiar en Bélgica en la escuela politécnica de Lieja graduándose como ingeniero industrial. En 1914 se casó con Renata Crespi, hija de Rodolfo Crespi, propietario de la fábrica de textiles de la capital paulista, el Cotonifício Crespi. La familia de Prado se opuso al casamiento ya que esperaban que el mismo se dé entre familias tradicionales del café. 
Fue concejal de la Cámara Municipal de São Paulo y, en 1934, nombrado alcalde de la ciudad. Su mandato fue el primero luego de un gran periodo de inestabilidad generado por la Revolución de 1930 y la Revolución Constitucionalista de 1932. Esta estabilidad le permitió llevar adelante proyectos urbanísticos, sociales y culturales.  En su gobierno se inició la construcción del estadio Pacaembú, de la avenida Nueve de Julio y del Parque Ibirapuera, hizo reformas en el Viaduto do Chá y concluyó los túneles bajo la Avenida Paulista. Construyó, también, parques infantiles en barrios como Santo Amaro, Ipiranga, Lapa y el centro. Asimismo impulsó la consolidación de la Biblioteca Mário de Andrade e inauguró el hito cero de las carreteras paulistas en la Plaza de Sé.
Presidió el directorio de la Federación de las Industrias del estado de São Paulo (FIESP) y del Banco Mercantil de São Paulo. Falleció en São Paulo en el día 3 de marzo de 1963. Está sepultado en el Cementerio de la Consolación.
Fue sobrino de Antônio Prado, el primer alcalde de la ciudad de São Paulo, y tío del historiador y geógrafo brasileño Caio Prado Júnior.